# Peter Frame
Peter Frame (Charleston, 16 aprile 1957 – New York, 30 agosto 2018) è stato un ballerino statunitense.

## Biografia
Peter Frame studiò alla School of American Ballet e nel 1976 fu scritturato dal New York City Ballet, di cui divenne primo ballerino nel 1988. Apprezzato interprete dell'opera di George Balanchine e Martha Graham, ottenne particolari apprezzamenti nel 1986 quando, come solista, si occupò di ricreate le coreografie di Variations e Opus 30, che successivamente si occupò di allestire per numerose compagnie, tra cui il Miami City Ballet. Diede l'addio alle scene nel 1990 e tre anni più tardi tornò alla School of American Ballet in veste di insegnante.
Si suicidò nel 2018 all'età di 61.